# Víctor d'Ors
Víctor d'Ors Pérez-Peix (Madrid, 14 de enero de 1909-Madrid, 3 de diciembre de 1994) fue un arquitecto y urbanista español, hijo del escritor y filósofo catalán Eugenio d'Ors. Representante de la arquitectura española de posguerra, fue profesor y director de la Escuela Técnica Superior de Arquitectura de Madrid, además de titular encargado del Seminario de Teoría de la Arquitectura y catedrático de Estética.

## Biografía
Hijo de Eugenio d'Ors, nació en Madrid en 1909. Entre sus obras cabe destacar el Plan de Urbanización de Salamanca que comenzó a diseñar en 1938, diseñado en colaboración con Valentín-Gamazo. 
Se afilió a Falange Española y fue un furibundo anticatalanista que defendió las posiciones más extremas del nacionalismo español. En mayo de 1937, en plena guerra civil española, dijo: «Vamos a construir la nueva España con solidez sin igual. Y por ello decimos una vez para todas: todo elemento de diferenciación que pueda irremediablemente separar moral o materialmente a los españoles, debe ser evitado y, si es preciso, aniquilado».
Como arquitecto municipal de Madrid se encargó del trazado de los jardines del paseo del Prado. Fue asignado en 1956 para realizar el Monumento a Eugenio d'Ors, obra dedicada a su padre (en colaboración con los escultores Cristino Mallo y Federico Marés) que se ubica frente a la Casa Sindical de Madrid. La lenta ejecución de este proyecto no hizo que fuera acabado hasta 17 de julio de 1963. Falleció en Madrid el 3 de diciembre de 1994.